# Línea B60 (Córdoba)
La Línea B60, es una línea barrial de transporte urbano de pasajeros de la ciudad de Córdoba, Argentina. El servicio está actualmente operado por la empresa Coniferal.

## Recorrido
Servicio diurno.
IDA: por las mismas calles de la REG. hasta Capdevila - Chachapoyas - Isasmendi - Alsina - Vilches y montoya - Edison - Capdevila - su ruta
REGRESO: Isasmendi - Alsina - Vilches y montoya - Edison - Capdevila - - Cruza Circunvalacion 240 metros - a la Izq. 800 metros –  la der. 700 metros – a la izquierda 1000 metros – a la derecha 750 metros  - a la Izquierda 200 metros – Camino a Santa Rosa 3500 m- a la der.700 m- a la izquierda hasta km 15 (600 m)- fin de recorrido.